# Mithraea de Güglingen
Les mithraea de Güglingen sont une paire de mithraeum situés à Güglingen (Arrondissement de Heilbronn) dans le land de Bade-Wurtemberg en Allemagne,.

## Historique
Les premières fouilles à Güglingen eurent lieu en 1841 par le curé de la ville de l'époque Karl Klunzinger, sur les vestiges romains déjà découverts lors de travaux. Ce n'est que plus tard qu'il est devenu évident qu'il s'agissait probablement d'un vicus romain rural (IIe et IIIe siècles apr. J.-C.). Au cours des enquêtes les plus récentes, entre 1999 et 2005, une grande partie du vicus a été découverte et plus de 30 maisons alignées dans une sorte de rue principale ont été découvertes sur une superficie d'environ 4,5 ha. 
Deux sanctuaires du culte de Mithra ont été découverts, ce qui est surprenant puisque seuls quelques lieux de culte de ce type ont été découverts dans le sud de l'Allemagne. Comme presque toute la zone était recouverte par une zone commerciale, il fut décidé de restaurer l'un des deux temples afin de conserver au moins un souvenir du passé romain.

### Mithraeum I
Durant les fouilles de 1999 un premier mithraeum a été découvert. Situé en dehors de la colonie romaine, mais proche de la voie romaine, le temple en pierre mesurait 11 m de long sur 7,50 m de large dans une orientation WSW-NNO. Les podiums mesuraient 1,50 m de large à environ 0,60 m de haut. Il n'y avait pas de fondation, les murs latéraux étaient directement posés sur le sol. Une extrémité du temple était partiellement démantelée. Selon les fouilleurs, il y aurait eu deux phases de construction. Le bâtiment fut détruit par un incendie. Après les fouilles, il a été recouvert de terre.
De nombreuses poteries, d'objets en fer et en bronze, de pièces de monnaie ont été trouvés, ainsi qu'une grande quantité d'ossements de petits animaux. Un fragment de la base de l'autel a aussi été retrouvé ainsi que des fragments de petites coupes.

### Mithraeum II

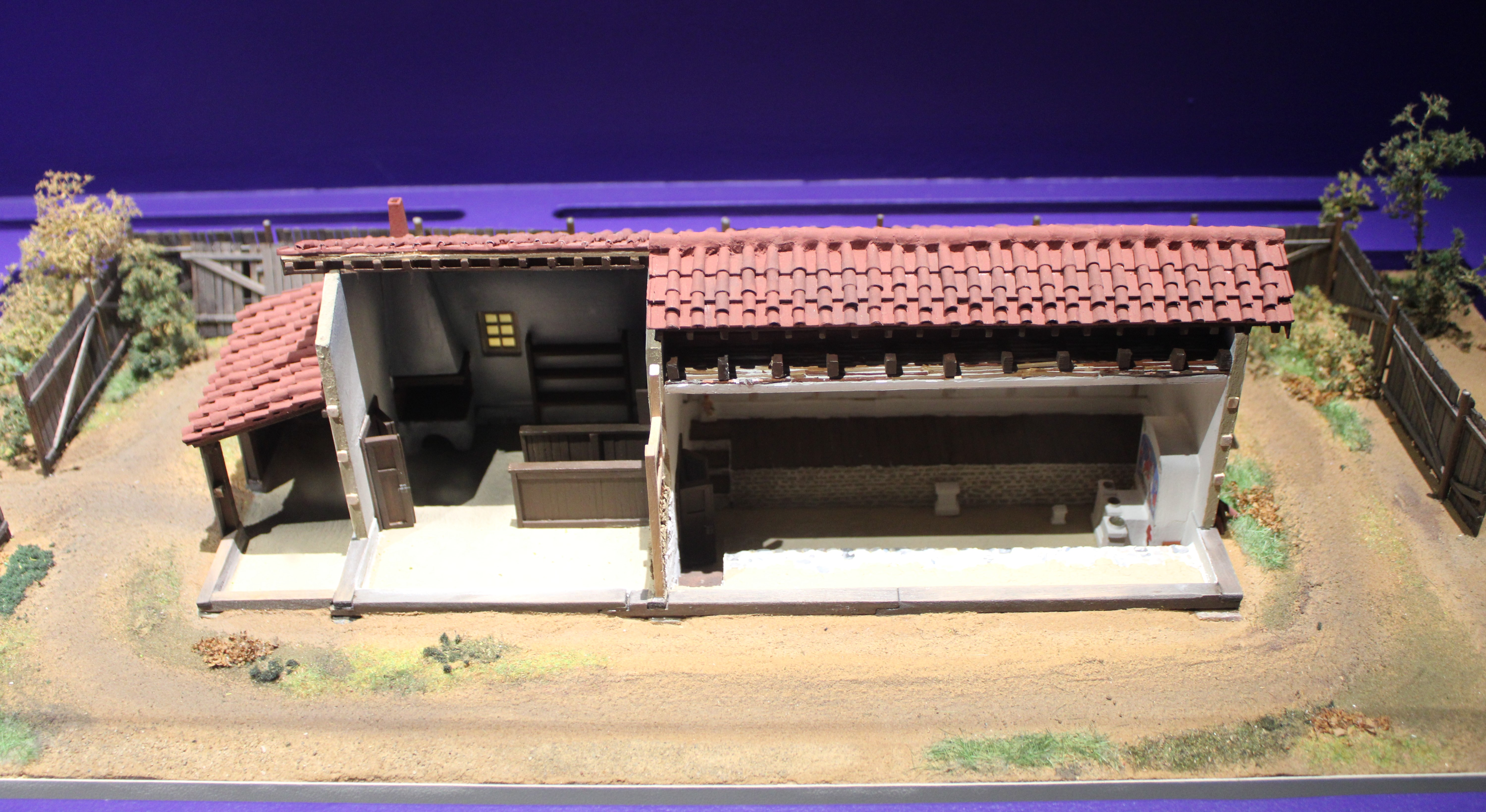
Maquette du mithraeum II.

Le mithraeum a été découvert en 2002/2004 en bordure de la zone commerciale nouvellement créée. Il mesure en totalité 14 m de long sur 5,50 m de large. L'entrée du sanctuaire se fait par une petite antichambre de 5 m de côté. La cella, la nef centrale (9 m de long sur 5 m de large) comporte des podiums de chaque côté sur lesquels prenaient place les adeptes du culte. On ne sait pas s'il y avait ici un vestibule ouvert, comme au mithraeum de Mundelsheim. Construit essentiellement en bois, il a probablement été victime d'un incendie.
Des nombreux objets du culte y furent trouvés : statuettes de Cautès et Cautopatès et Mithra, diverses lampes à huile, un coin de la base d'une stèle et deux épées en fer.

### Römermuseum de Güglingen
Un complexe archéologique à ciel ouvert propose une visite du site de la colonie romaine de Güglingen. Un parcours en sept stations offre une introduction claire (en partie avec des reconstructions et en partie avec des représentations graphiques) aux différents degrés de consécration du culte de Mithra. La pièce maîtresse est le Mithraeum II préservé avec une reconstruction partielle du bâtiment à colombages d'origine.
Le musée romain qui est installé dans l'ancien hôtel de ville, se trouve sur la place du marché et propose, sur trois étages, une exposition permanente sur le vicus de Güglingen et les mithraea.

## Galerie

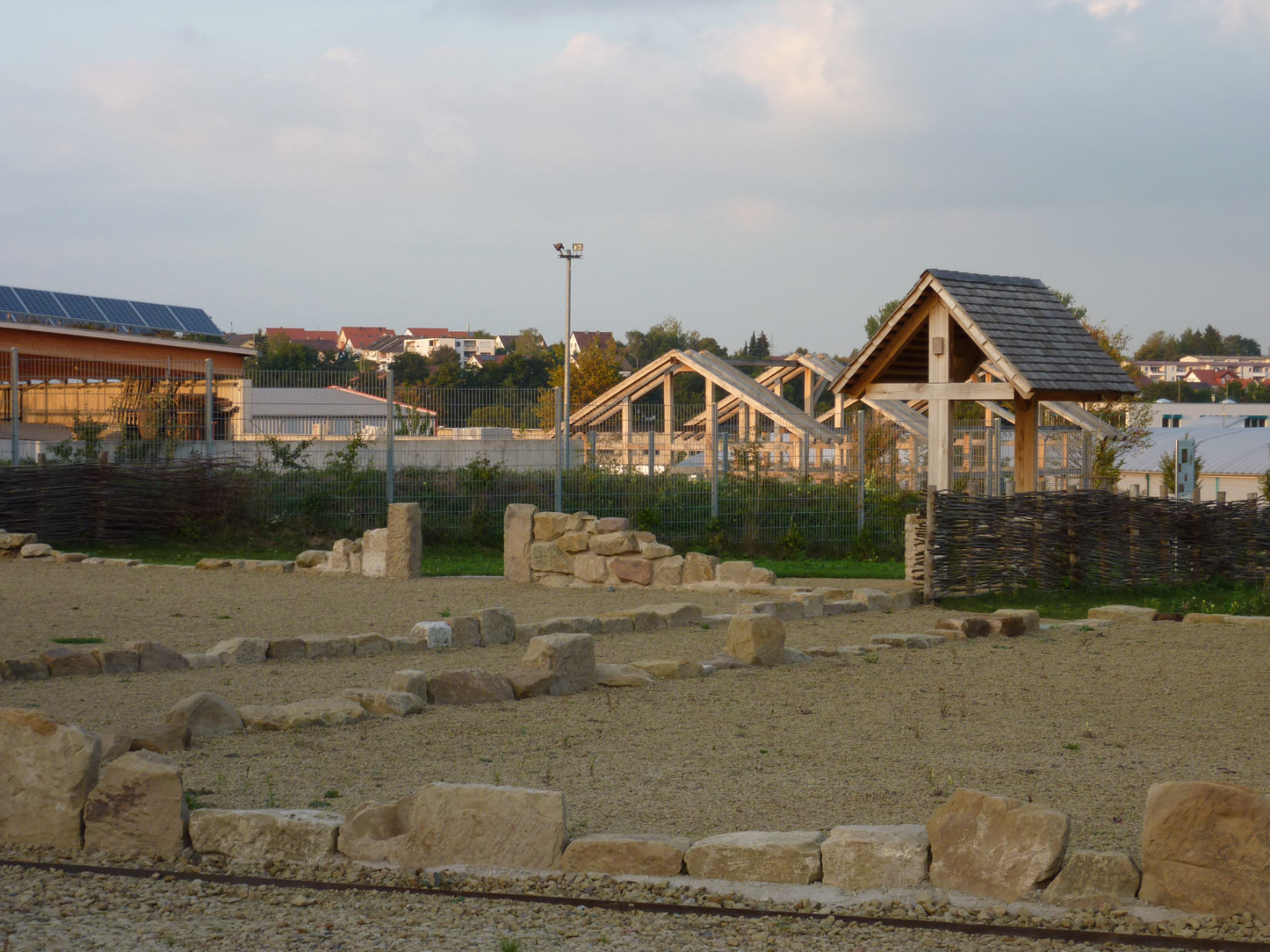
Le complexe archéologique en plein-air.
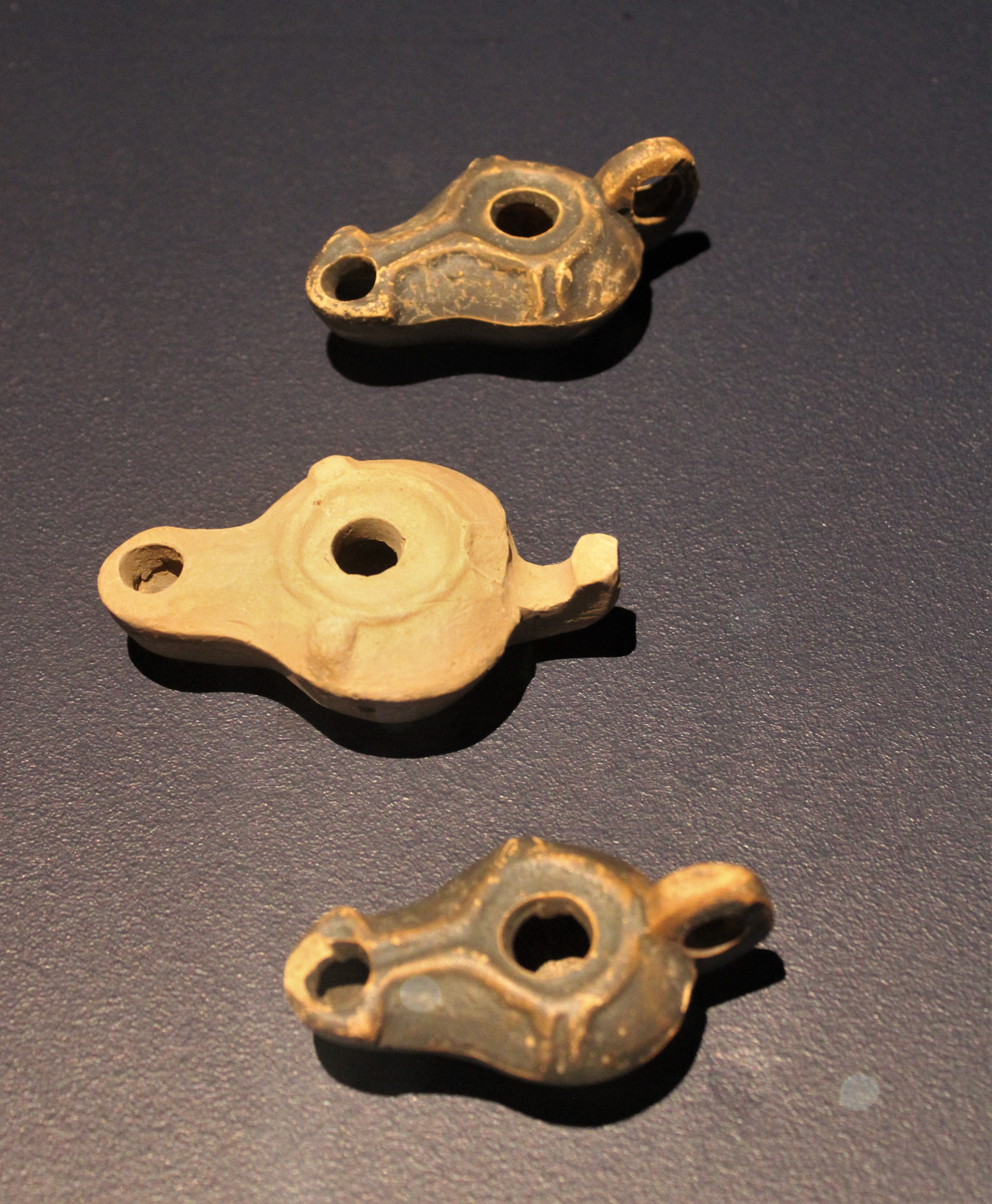
Lampes à huile.
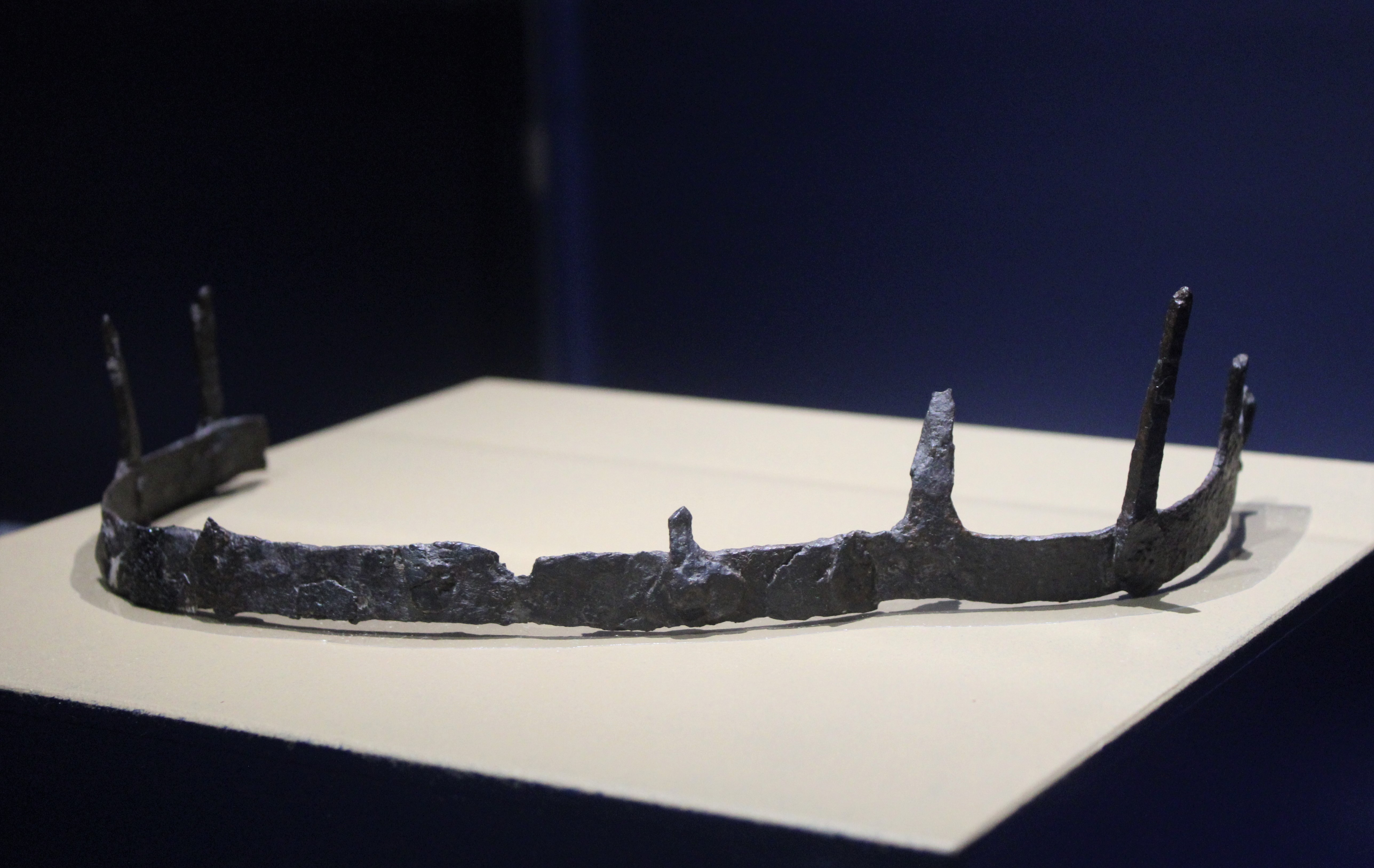
Couronne de cérémonie.
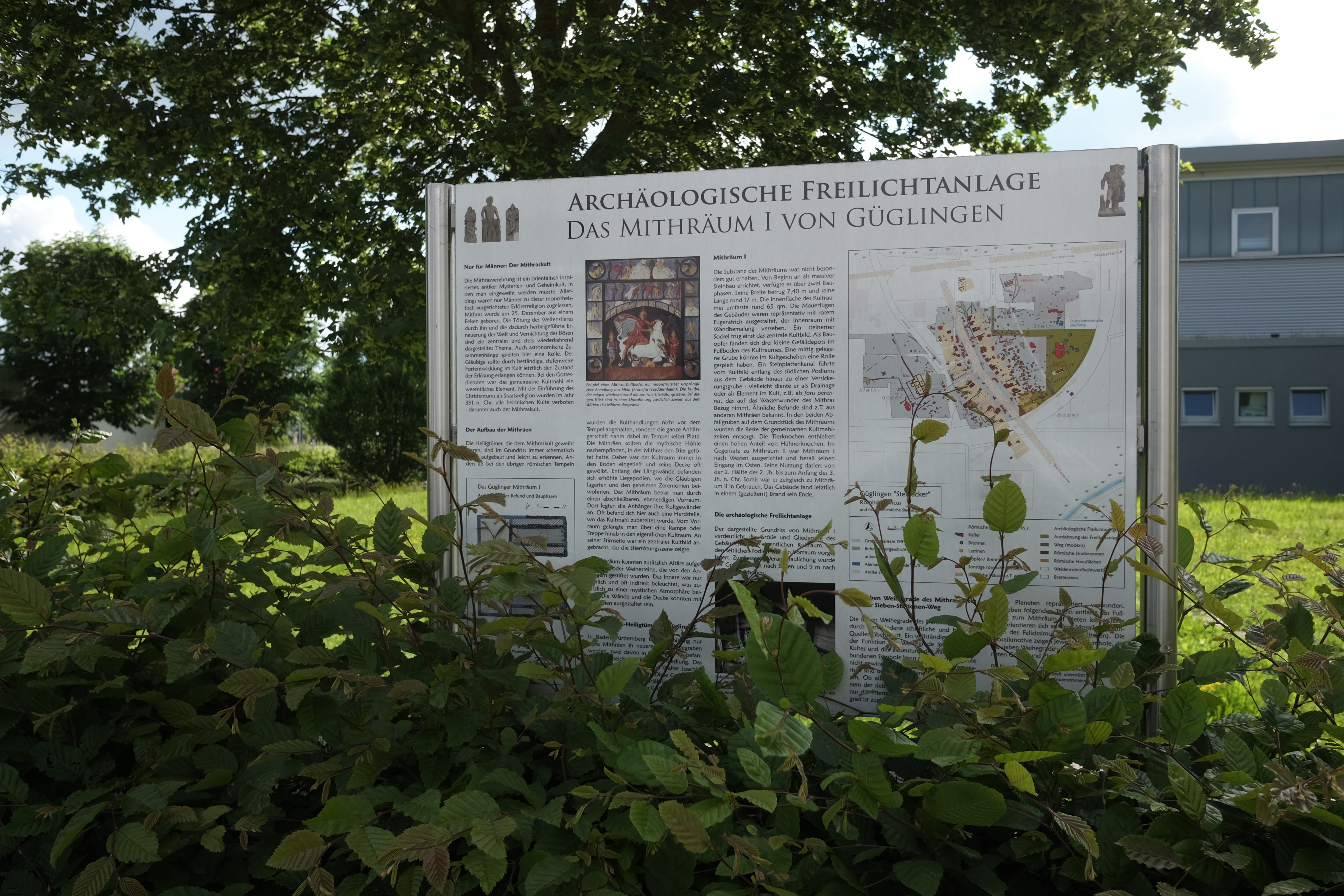
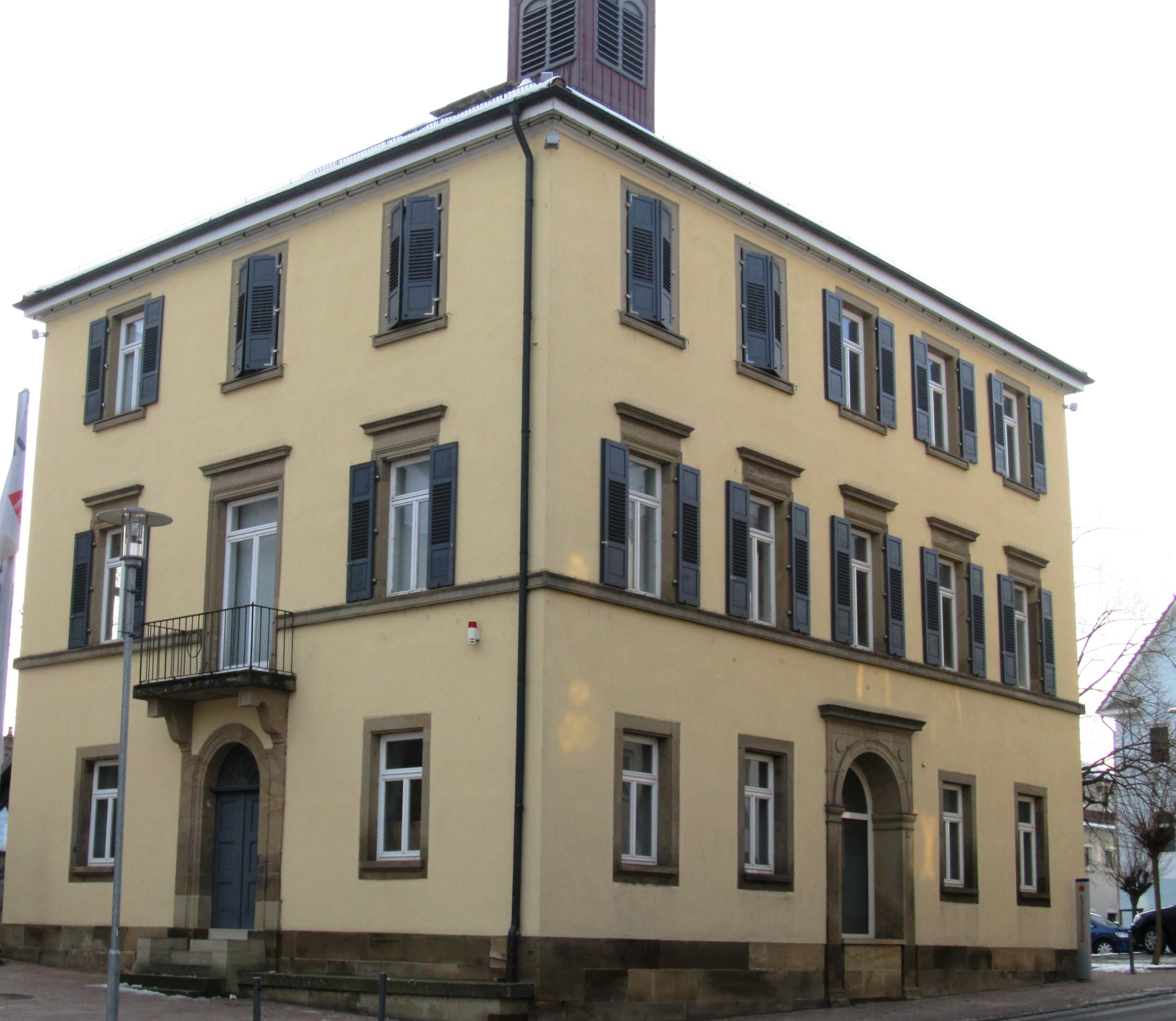
Rômermuseum.